# Lota (pesca)

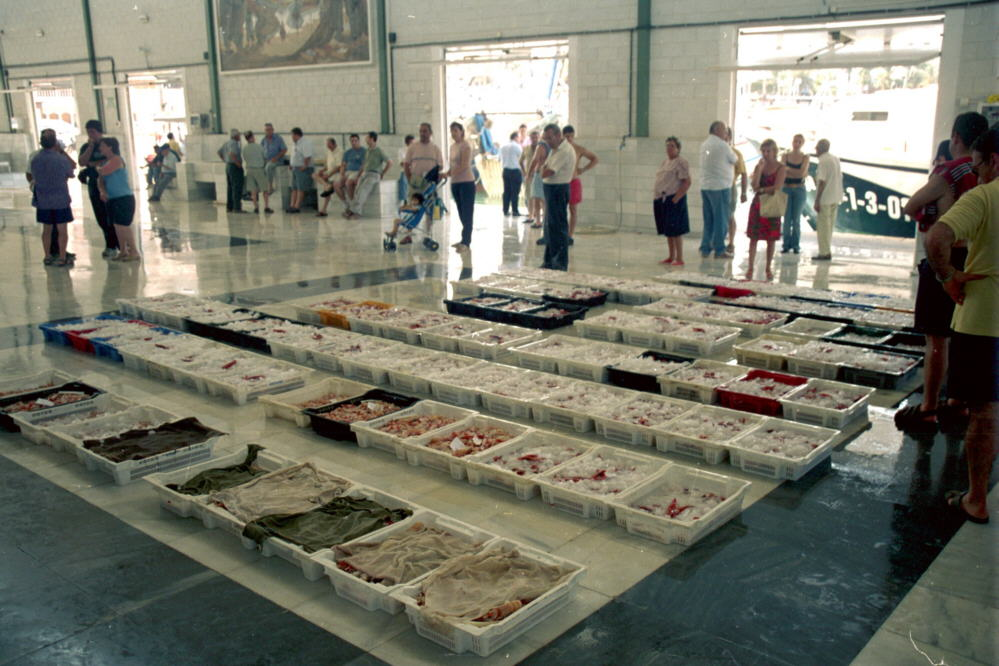
Leilão de peixe na lota do porto de Garrucha (Almería, Espanha).

Designa-se por lota o espaço num porto onde a primeira venda do peixe recém-capturado é efetuada, muitas vezes em regime de leilão.

## Lotas em Portugal

### Definição legal em Portugal
O Decreto-Lei n.º 81/2005, de 10 de Abril, define lota como:
«a infra-estrutura em terra implantada na área de um porto de pesca ou em zona ribeirinha na sua influência, devidamente aprovada e licenciada para a realização das operações de recepção, leilão e entrega de pescado e outras operações que lhe são inerentes ou complementares, compreendendo a descarga, manipulação, conservação ou armazenagem;»

### Procedimentos de venda
O pescado, depois de verificado se cumpre os critérios de venda (tamanho, salubridade, etc.) é divido por lotes, que são colocados à venda num leilão. Ao contrário do habitual em outros leilões, neste caso o leiloeiro começa por dar o preço máximo, e os compradores vão dando os seus lances, por montantes inferiores.

### Controlo do processo de venda
Este processo é controlado em exclusivo (no continente) pela Docapesca, e nos Açores e Madeira pelas autoridades portuárias locais.